# Plaza de la Catedral (Albacete)
La plaza de la Catedral es una céntrica plaza de la ciudad española de Albacete. Alberga importantes lugares de interés de la capital manchega como la casa consistorial de Albacete –sede del Ayuntamiento de Albacete–, la catedral de San Juan Bautista de Albacete o la casa de Hortelano –sede del Museo de la Cuchillería de Albacete–, así como el parque de San Juan, donde se ubica la Gran Dama Oferente.

## Historia

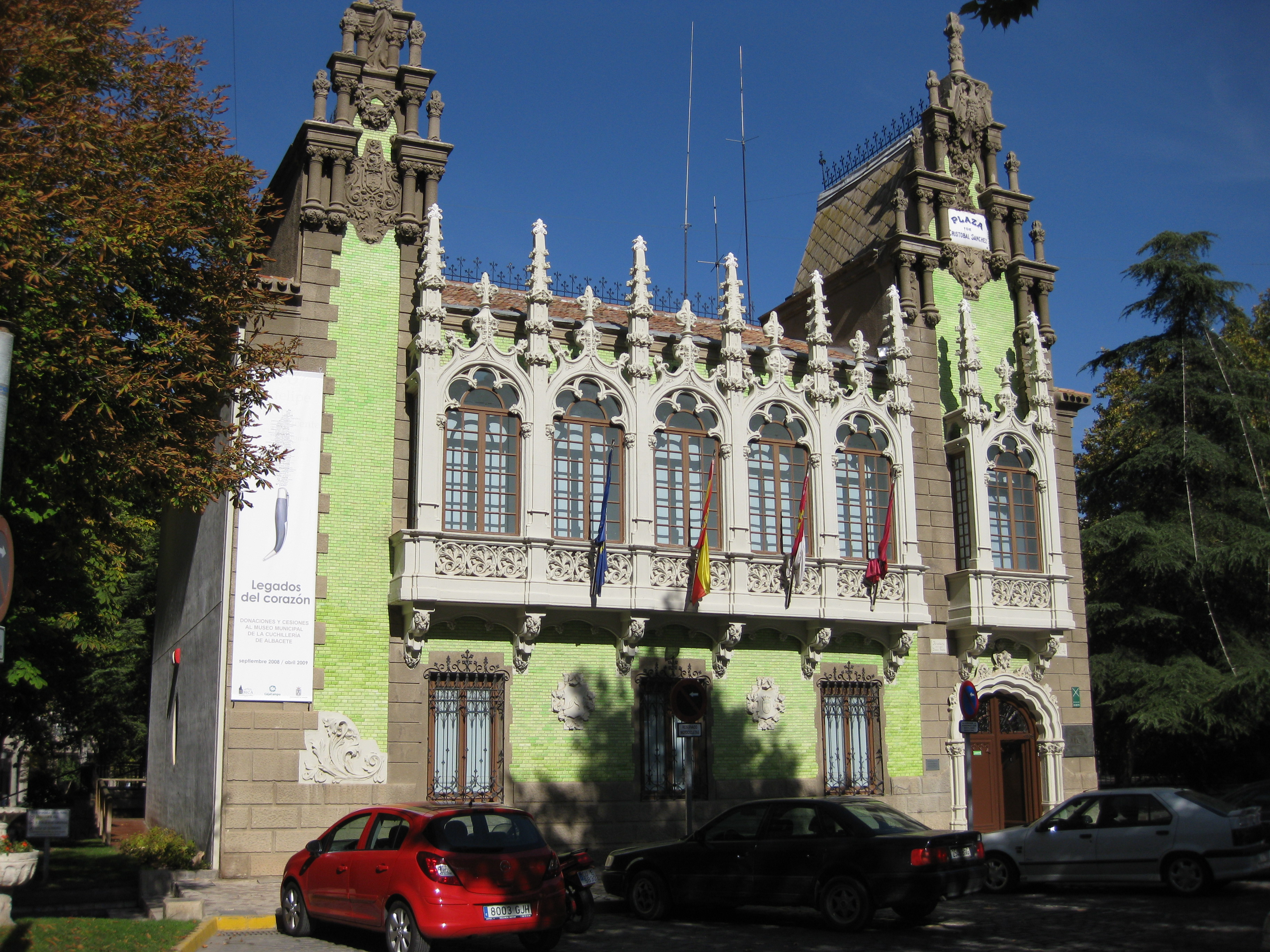
Casa de Hortelano, sede del Museo de la Cuchillería de Albacete

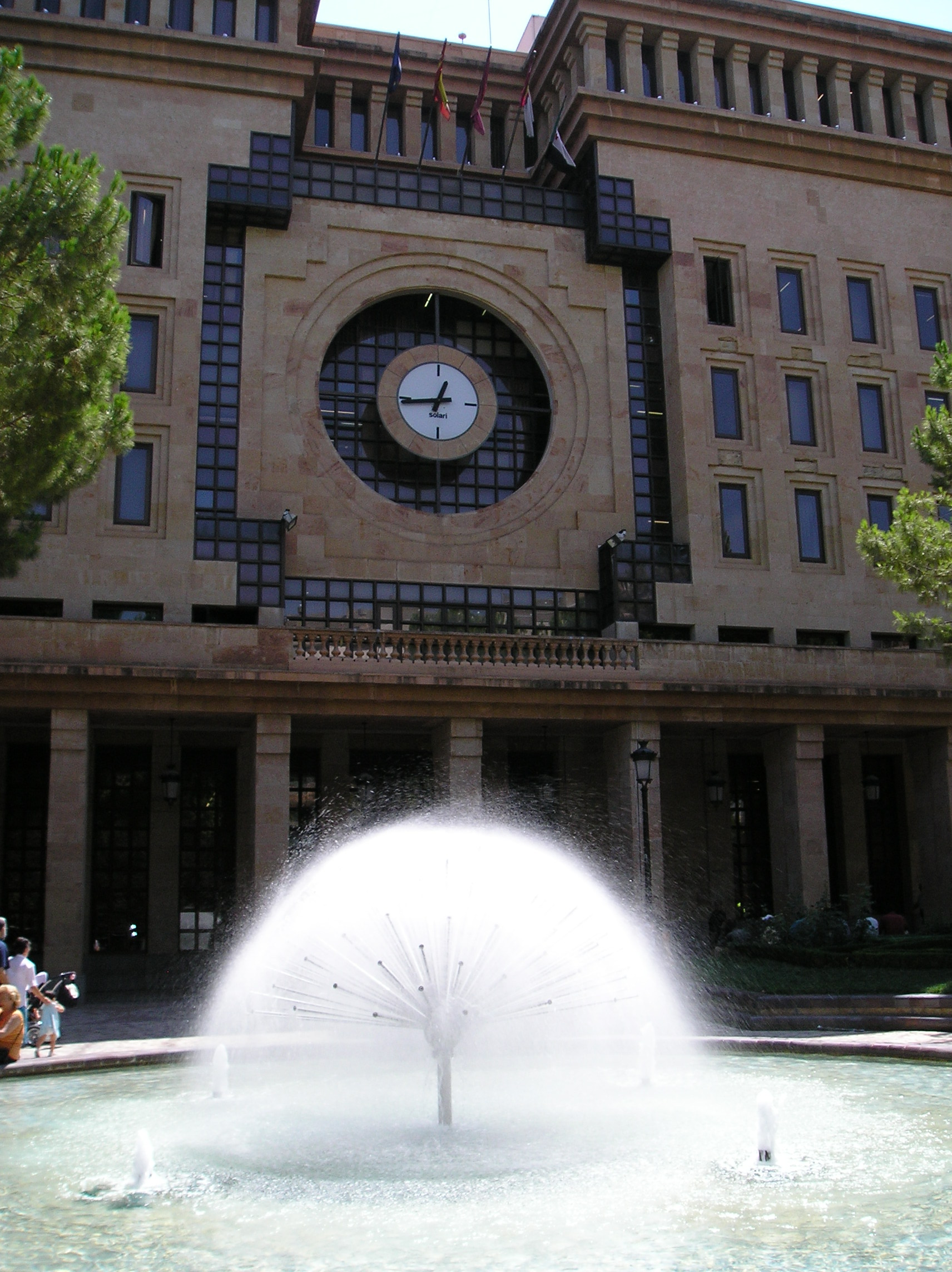
Vista de la fuente de la plaza de la Catedral y la casa consistorial de Albacete, sede del Ayuntamiento de Albacete

La plaza de la Catedral se ha ido configurando a lo largo de la historia con las construcciones de importancia que se han efectuado en ella. 
Así, en 1515 se comenzó a construir la catedral de Albacete sobre un templo mudéjar anterior, si bien, no fue hasta 1959 cuando se concluyó con su aspecto actual. 
A comienzos del siglo XX se levantó la emblemática casa de Hortelano sobre un edificio anterior, obra del arquitecto Daniel Rubio, la cual, desde 2004, alberga el Museo de la Cuchillería de Albacete.
En 1984 se inauguró el parque de San Juan.
En 1986 fue inaugurada la casa consistorial de Albacete, edificio que alberga la sede del Ayuntamiento de Albacete, en la zona este de la plaza.
En 2021 fue trasladada a los jardines del Ayuntamiento en la plaza, tras su restauración, la Gran Dama Oferente, escultura que se encontraba situada desde su inauguración en 1973 en la plaza del Altozano.

## Características

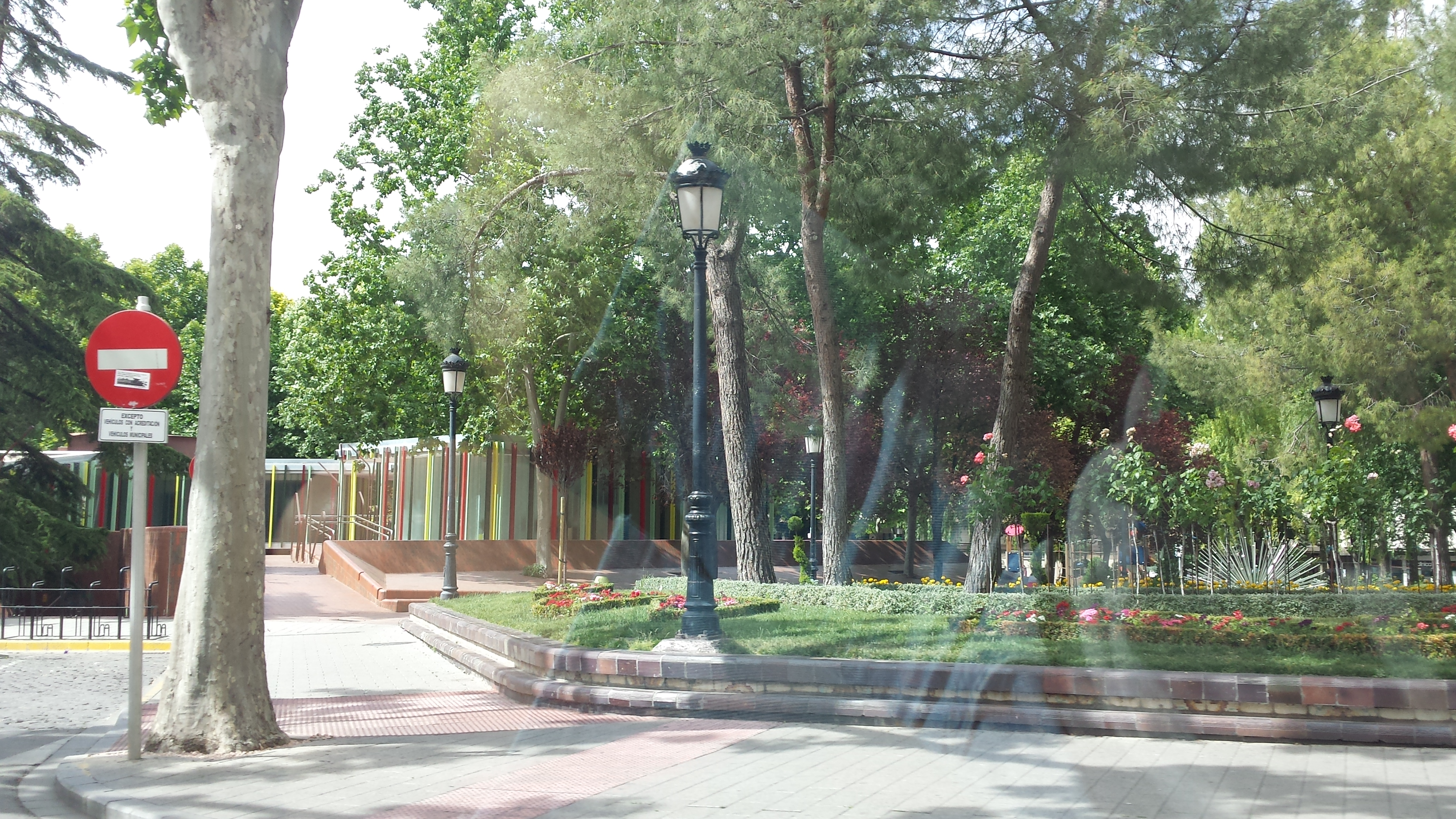
Vista de la plaza de la Catedral, donde se observa el parque de San Juan

La plaza de la Catedral, situada en pleno Centro de Albacete, está formada por una explanada de grandes dimensiones que alberga el parque de San Juan y la casa de Hortelano. 
En su zona perimetral se sitúan la catedral de Albacete, al sur, y el Ayuntamiento de Albacete, al este. Al norte y al sur de la misma discurren respectivamente las calles Pablo Medina y Feria de la capital albaceteña.

## Cultura

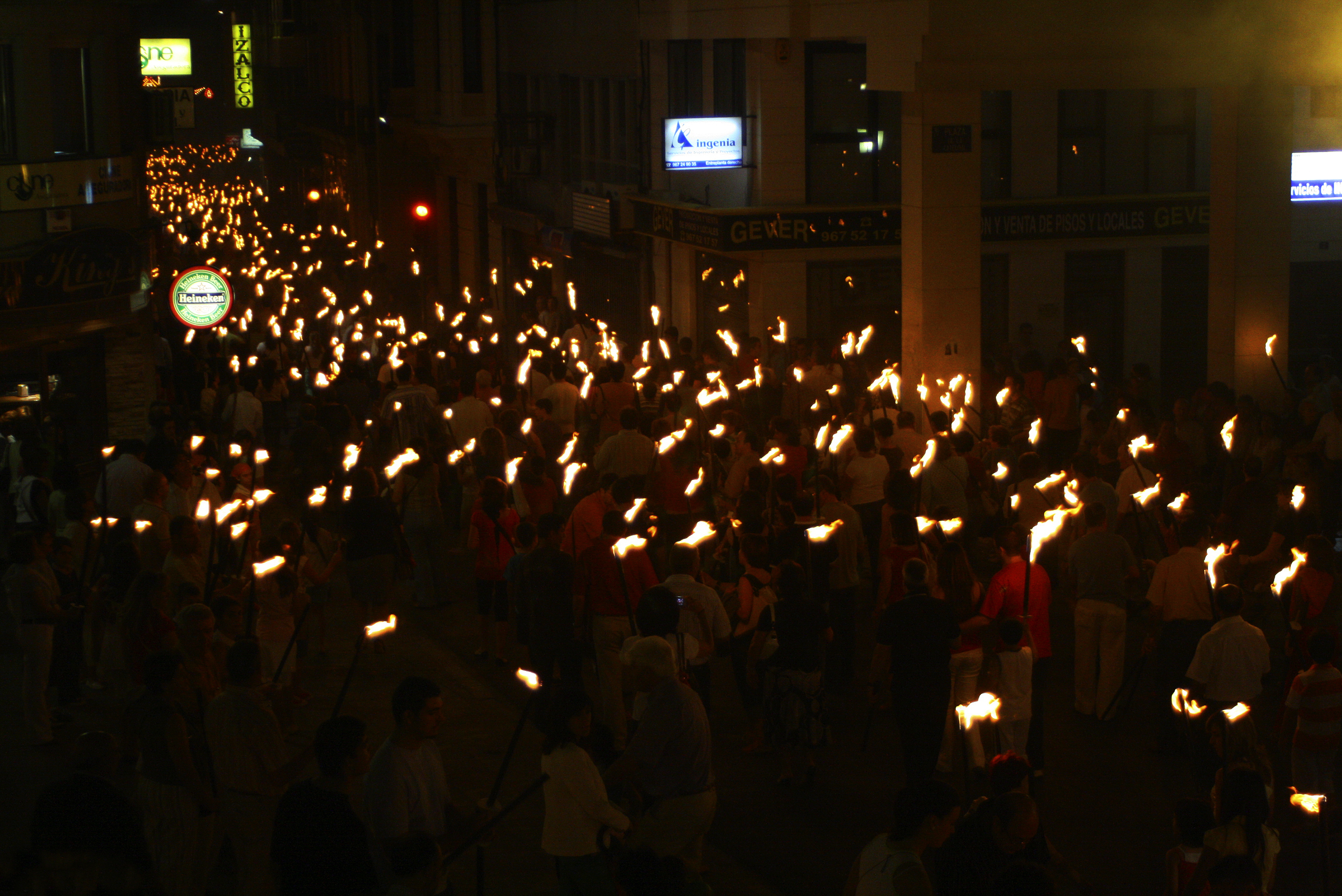
Desfile de antorchas de las Fiestas de San Juan de Albacete en la plaza de la Catedral

El desfile de antorchas de la Fiestas de San Juan de Albacete parte de esta céntrica plaza en la Noche de San Juan, del 23 al 24 de junio, hacia los Ejidos de la Feria, donde se prende fuego a la Hoguera de San Juan, en la cual se queman viejos enseres y trastos.